# Lehrgeld
Das Lehrgeld war eine von den Eltern eines Handwerkslehrlings an den ausbildenden Meister zu leistende Zahlung für Unterweisung, Kost und Unterkunft. 

## Historische Bedeutung
Der Lehrling wurde für die Dauer der Ausbildung üblicherweise in den Haushalt des Meisters aufgenommen. Die Höhe des Lehrgeldes wurde entweder von den Zünften oder dem Lehrherrn selbst festgelegt. Konnten die Eltern es nicht oder nicht vollständig aufbringen, war der Lehrling in der Regel verpflichtet, es während einer entsprechend verlängerten Lehrzeit „abzuarbeiten.“
Durch Zahlung eines Lehrgeldes wurde auch versucht, bestimmte Gruppen vermehrt in Handwerksberufe zu bringen, etwa durch jüdische Bildungsvereine, die christlichen Meistern erhöhtes Lehrgeld für die Aufnahme jüdischer Lehrlinge aus armen Familien bezahlten.
Mit der Industrialisierung und der Gewerbefreiheit verfielen die Zünfte und mit ihnen das Lehrgeld. In freien vertraglichen Vereinbarungen zwischen den Lehrherrn und ihren Lehrlingen bzw. deren Eltern trat die reine Arbeitsleistung zulasten der Ausbildung in den Vordergrund. Damit verlor auch das Lehrgeld seine Bedeutung. Die Preußische Gewerbeordnung und die deutsche Gewerbeordnung sahen es nicht mehr vor.
Als am Ende des 19. Jahrhunderts der Bedarf an qualifizierten Arbeitskräften in der Industrie stieg, führte das zu einer Wiederbelebung des Ausbildungswesens. Die zumeist für den eigenen Bedarf ausgebildeten Handwerkslehrlinge erhielten immer häufiger eine sog. Erziehungsbeihilfe.
Auf dem 10. Kongress der deutschen Gewerkschaften wurde 1919 eine Erklärung zur Regelung des Lehrlingswesens verabschiedet, die das Lehrverhältnis als Arbeitsverhältnis und die Lehrlingsvergütung als Lohn ansah, welche dementsprechend kollektivvertraglich geregelt werden sollten. Bis zum Jahr 1928 enthielten rund 20 % der Tarifverträge in Industrie und Handel Bestimmungen über das Lehrlingswesen und die Lehrlingsvergütung. Die Gewerkschaften standen allerdings in Konkurrenz zu den 1897 im Handwerksgesetz institutionalisierten Handwerkskammern, die die Regelung des Lehrlingswesens für sich beanspruchten und mit eigenen Richtlinien tarifvertragliche Vereinbarungen verhinderten. Damit einher ging eine grundsätzliche Auseinandersetzung um die Funktion und Höhe einer Zahlung während der Ausbildung. Die Gewerkschaften betonten den Entgeltcharakter für geleistete Arbeit, die Ausbildungsbetriebe sahen sie lediglich als Beihilfe zur Deckung der Lebenshaltungskosten des Lehrlings.
1943 wurde eine einheitliche Erziehungsbeihilfe für alle Lehrlinge verbindlich vorgeschrieben, die nicht überschritten werden durfte. Es waren von Lehrjahr zu Lehrjahr steigende Sätze vorgesehen, zusätzlich gestaffelt nach Altersgruppen und Ortsklassen.  
Seit 1969 ist die Ausbildungsvergütung im Berufsbildungsgesetz (BBiG) geregelt, mit dem die Regelung von 1943 aufgehoben wurde. Gem. § 17 Abs. 1 BBiG ist Auszubildenden eine angemessene Vergütung zu gewähren. Gem. § 17 Abs. 2 BBiG ist die Vergütung nicht angemessen, wenn sie bestimmte Mindestbeträge unterschreitet. Sie erfüllt nach der Rechtsprechung des Bundesarbeitsgerichts drei Funktionen. Sie soll den Auszubildenden und seine unterhaltsverpflichteten Eltern bei der Lebenshaltung finanziell unterstützen, die Heranbildung eines ausreichenden Nachwuchses an qualifizierten Fachkräften gewährleisten und die Leistungen des Auszubildenden in gewissem Umfang „entlohnen.“
Auch wenn das Lehrgeld im engeren Sinne nicht mehr erhoben wird, gibt es eine Reihe von Berufsfeldern, z. B. Erzieher, auf die das BBiG nicht anwendbar ist und in denen der Schüler die Kosten der Ausbildung selbst trägt.

## Redewendung
Die Redensart „Lehrgeld zahlen“ bedeutet in Anspielung auf die historische Bedeutung so viel wie „durch Unerfahrenheit Schaden erleiden“ und aus diesem Schaden klug zu werden.